# Rob de Wit (voetballer)
Rob de Wit (Utrecht, 8 september 1963) is een voormalig profvoetballer van FC Utrecht, Ajax en het Nederlands elftal uit de periode half 1982 tot half 1986, die zijn carrière voortijdig zag stranden.

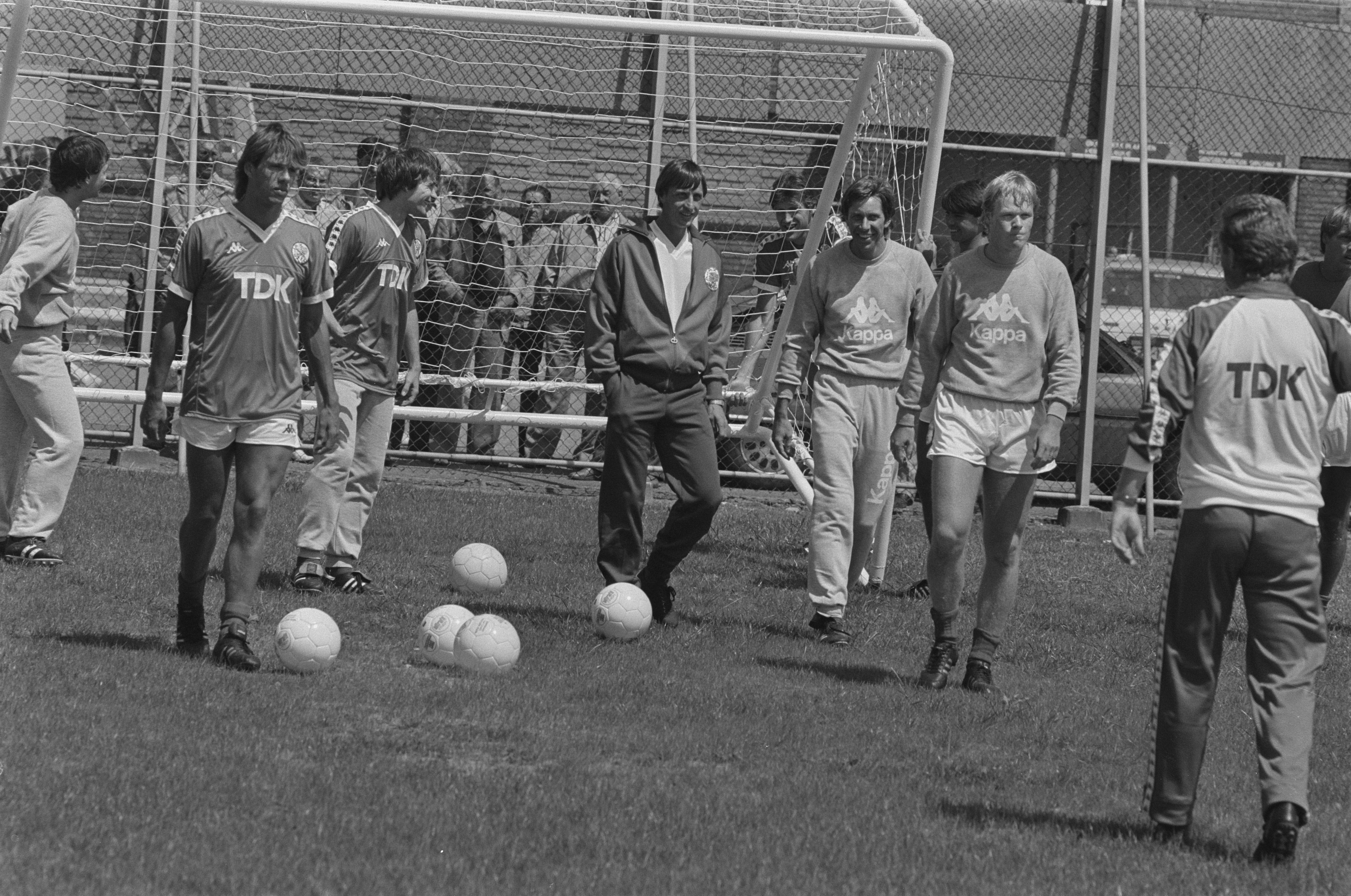
8-7-1985. 1ste Ajaxtraining seizoen 1985/86. V.l.n.r. Rob de Wit (TDK-shirt), Peter Boeve (TDK-shirt), coach Johan Cruijff, Ronald Spelbos (achter rechterdoelpaal), Arnold Mühren, Sonny Silooy, Ronald Koeman, assistent-trainer Tonny Bruins Slot (rug) en John van 't Schip.

In het seizoen 1982/83 debuteerde De Wit in de hoofdmacht van FC Utrecht. Na twee seizoenen in de Domstad vertrok hij 1 juli 1984 naar Ajax als opvolger van de naar Manchester United vertrekkende linkerspits Jesper Olsen. Bij Ajax groeide de linksbuiten al snel uit tot publiekslieveling en hij speelde bijna alle wedstrijden. Hij speelde samen met onder meer Stanley Menzo, Sonny Silooy, Frank Rijkaard, Ronald Koeman, Gerald Vanenburg, John van 't Schip, Marco van Basten, John Bosman, en heel kortstondig met de sinds september 1984 naar Liverpool vertrokken Jan Molby. Op 1 mei 1985, nog in zijn eerste seizoen bij Ajax, debuteerde hij voor het Nederlands elftal. Op 14 mei van datzelfde jaar maakte hij in Hongarije het beslissende doelpunt tegen de Hongaren (0-1 zege), waardoor Nederland als tweede eindigde in de voorronde van het WK 1986 en een play-off tegen België afdwong.
Aan zijn carrière kwam in de zomer van 1986 een abrupt eind door een hersenbloeding op vakantie in Spanje. Het leek eerst mee te vallen; zijn medespelers van Ajax stuurden hem zelfs een kaart met de tekst: we wisten niet dat je hersens had. Na een onsuccesvolle behandeling in Zweden zou echter blijken dat De Wit nooit meer betaald voetbal zou kunnen spelen. In vier seizoenen voetbal op het hoogste niveau speelde hij honderddrie wedstrijden, waarin hij drieëntwintig maal scoorde.
Hierna was hij nog actief als scout voor FC Utrecht en puntengever voor De Telegraaf. In zowel 1993 als 2005 kreeg De Wit nogmaals een hersenbloeding.
Tegenwoordig is Rob de Wit onder meer actief als dammer bij NDG Nieuwegein. Op 5 mei 2013 reikte hij de kampioenschaal uit aan Ajax-speler Siem de Jong.

## Erelijst

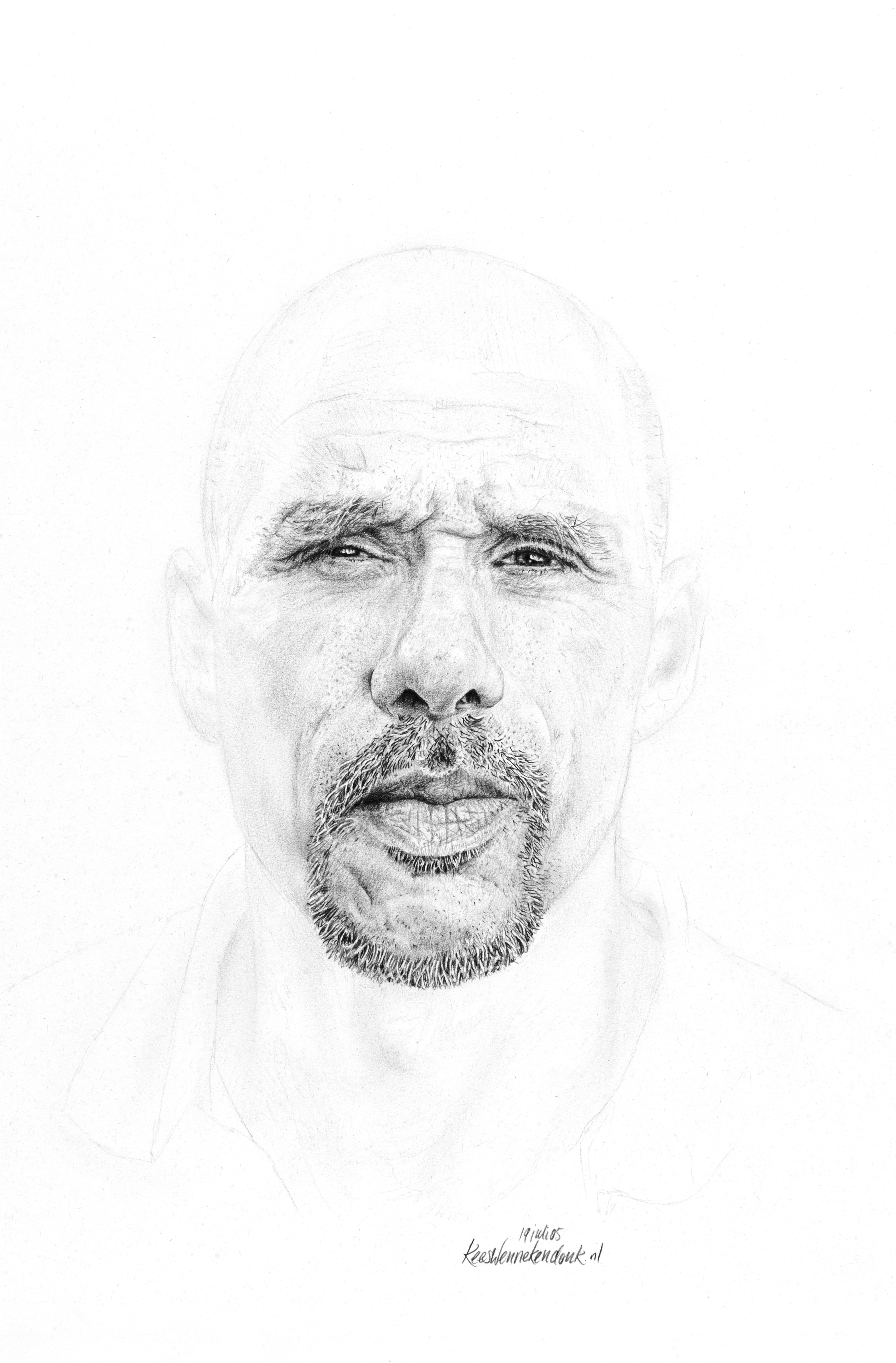
Portret van Rob de Wit door Kees Wennekendonk

| Eredivisie | 1x | 1984/85 |
| KNVB beker | 1x | 1985/86 |